# Oh My Girl Japan 2nd Album
OH MY GIRL JAPAN 2nd ALBUM – drugi japoński album studyjny południowokoreańskiej grupy Oh My Girl, wydany 3 lipca 2019 roku przez wytwórnię Ariola Japan. Zawierał pięć singli z koreańskiej dyskografii zespołu w wersji japońskiej oraz dwa utwory oryginalne.
Ukazał się w trzech edycjach: regularnej (CD) i dwóch limitowanych. Album osiągnął 7 pozycję w rankingu Oricon i pozostał na liście przez 2 tygodnie, sprzedał się w nakładzie ponad 24 500 egzemplarzy w Japonii (wg Billboard Japan).

## Lista utworów
| CD | CD                                                                      | CD                                       | CD                                                          | CD                             | CD      |
| Nr | Tytuł utworu                                                            | Tekst                                    | Kompozycja                                                  | Aranżacja                      | Długość |
| -- | ----------------------------------------------------------------------- | ---------------------------------------- | ----------------------------------------------------------- | ------------------------------ | ------- |
| 1. | „Go-banme no kisetsu” (jap. 花五番目の季節) (Japanese ver.)             | Chie Itō (wer. jap.), Seo Ji-eum         | Steven Lee, Joe Lawrence, Caroline Gustavsson               | Steven Lee, Joe Lawrence       | 4:02    |
| 2. | „A-ing” (Japanese Ver.) (feat. Hashishi from Denpa Shōjo)               | Chie Itō (wer. jap.), Lee Yong-min, Mimi | Hwang Se-jun                                                | David Anthony, 72              | 3:33    |
| 3. | „Ichibunibu” (jap. 一歩二歩) (Japanese Ver.)                            | Chie Itō (wer. jap.), Jung Jin-young     | Jung Jin-young                                              | Jung Jin-young, Command Freaks | 3:46    |
| 4. | „Twilight” (Japanese Ver.)                                              | Chie Itō (wer. jap.), Seo Ji-eum, Mimi   | Command Freaks, Onestar, Krysta Youngs                      | Command Freaks                 | 3:35    |
| 5. | „Sixteen” (Japanese Ver.)                                               | Chie Itō (wer. jap.), Seo Ji-eum         | David Anthony, Sophie White, Samuel Cramer, Phoebe Jo Brown | David Anthony, Samuel Cramer   | 3:22    |
| 6. | „Touch My Heart”                                                        | Chie Itō                                 | TomoLow, Yui Mugino, Ryō Itō                                | TomoLow                        | 3:29    |
| 7. | „Dakishimeru no” (jap. 抱きしめるの)                                    | Chie Itō                                 | UNO Mizuki, Gen Sakurai, Holly Moma, Ryō Itō                | TomoLow                        | 4:06    |
| 8. | „Go-banme no kisetsu (SSFWL)” (jap. 五番目の季節(SSFWL)) (Instrumental) |                                          | Steven Lee, Joe Lawrence, Caroline Gustavsson               | Steven Lee, Joe Lawrence       | 4:00    |

## Notowania
| Lista                            | Pozycja |
| -------------------------------- | ------- |
| Oricon Weekly Album Chart        | 7       |
| Billboard Japan Hot Albums       | 6       |
| Billboard Japan Top Albums Sales | 5       |
| Gaon Weekly Album Chart          | 89      |